# 查理·哈德尼特
查尔斯·哈德尼特（英語：Charles Hardnett，1938年9月13日—），美国NBA联盟前职业篮球运动员。他在1962年的NBA选秀中第3轮第19顺位被圣路易斯鹰选中。